# مايك ريد
مايك ريد (بالإنجليزية: Mike Reid)‏ هو مقدم تلفزيوني وكوميدي ارتجالي وكاتب سير ذاتية وممثل بريطاني، ولد في 19 يناير 1940 في المملكة المتحدة، وتوفي في 29 يوليو 2007 بمربلة في إسبانيا بسبب نوبة قلبية.

## وصلات خارجية
- مايك ريد على موقع IMDb (الإنجليزية)
- مايك ريد على موقع ألو سيني (الفرنسية)
- مايك ريد على موقع ميوزك برينز (الإنجليزية)
- مايك ريد على موقع أول موفي (الإنجليزية)
- مايك ريد على موقع قاعدة بيانات الأفلام السويدية (السويدية)
- مايك ريد على موقع إن إن دي بي (الإنجليزية)
- مايك ريد على موقع قاعدة بيانات الفيلم (الإنجليزية)
- مايك ريد على موقع كينوبويسك (الروسية)